# شهرستان کوناکوفسکی
شهرستان کوناکوفسکی (به لاتین: Konakovsky District) یک شهرستان در روسیه است که در استان تور واقع شده‌است.